# 49-es busz (Debrecen)
A debreceni 49-es jelzésű autóbusz a Segner tér és a Krones Hungary Kft. között közlekedik 2019 őszétől. Útvonala során érinti a helyközi autóbusz-állomást, a Nagyállomást, és a Déli Ipari Parkot is. A viszonylatot a DKV Zrt. üzemelteti.

## Története

### A régi 49-es busz (1954–2011)
A város első elővárosi viszonylataként indult 1954-ben a Rózsa utca és Bánk között – ekkor még betűjelzést viselt. A későbbiekben 10-es, majd az 1960-as évek elejétől 9-es számjelzéssel közlekedett, belső végállomása ekkor került át a mai Csokonai Színházhoz, amit befelé a Nap utca – Kossuth utca értek el, kifelé a Kossuth utca – Vörös Hadsereg utca – Béke útja útvonalon hagyták el. 1968-ra a belvárosi végállomása a Vörös Hadsereg útja lett. 1979. február 24-én bevezetett menetrendváltozáskor megszüntették a belvárosi végállomásokat, így a 9-es busz az Attila térig rövidült. 1995-ig útvonala változatlan maradt, ekkor belső végpontja a Segner térre került. A Segner teret a Vágóhíd utca – Wesselényi utca – Nagyállomás – Erzsébet utca – Külsővásártér – Nyugati utca – Segner tér útvonalon érte el. A 2000-es évek közepén párhuzamosság miatt útvonalát a Nagyállomásig vágták vissza. 2009-ben a szolgáltatóváltáskor jelzése 49-re változott. 2009 szeptemberétől 49I jelzéssel a Petőfi Sándor Általános Iskolát érintve is közlekedtek járatok, munkanapokon kétszer. A 2010-es menetrendváltozáskor üzemideje korlátozódott, tanszünetben és hétvégente a 30-as buszok pótolták. A teljes kiváltásra 2011-es tanszüneti menetrend bevezetésekor került sor, a 49-est a 30-as, a 49I-t pedig a 30I viszonylat váltotta ki..

### 2019-től
A Déli Ipari Park dinamikus fejlődéséhez igazodva a DKV Zrt. 2019. szeptember 2-ától új autóbuszjáratot közlekedtet a Krones Hungary Kft. üzeméhez. A járat 2020. január 6-ától új indulásokat kapott. 2020. január 15-étől a 49-es busz egyes indulásai 49Y jelzéssel közlekednek.

## Útvonala
| Krones Hungary Kft. felé | Segner tér felé |
| --- | --- |
| Segner tér vá. – Nyugati utca – Külsővásártér – Erzsébet utca – Petőfi tér – Wesselényi utca – Mikepércsi út – Krones Hungary Kft. vá. | Krones Hungary Kft. vá. – Mikepércsi út – Wesselényi utca – Petőfi tér – Erzsébet utca – Külsővásártér – Nyugati utca – Segner tér vá. |

## Megállóhelyei
Az átszállási kapcsolatok között az azonos útvonalon közlekedő 49Y busz nincs feltüntetve.
| 0  | Segner tér végállomás           | 25 | 3, 3A, 4, 5, 5A 10, 10A, 10Y, 11, 13, 14, 17, 17A, 24, 24Y, 25, 25Y, 33, 33E, 34, 35, 35E, 35Y, 36, 42, 42A, 45, 46, 46E, 46H, 125, 125Y, 146, A1 Helyközi buszok                                              |
| 2  | Mechwart András Szakközépiskola | 24 | 3, 3A, 4, 5, 5A 10, 10A, 10Y, 14, 19, 25, 25Y, 34, 35, 35Y, 36, 41, 41Y, 42, 42A, 45, 46, 46E, 46H, 125, 125Y, 146, A1 Helyközi buszok                                                                         |
| 3  | Mentőállomás                    | 22 | 10, 10A, 10Y, 14, 19, 30, 30A, 39, 39X, 46, 46H, 146 5, 5A |
| 4  | MÁV-rendelő                     | 20 | 10, 10A, 10Y, 14, 30, 30A, 39, 39X, 46, 46H, 146 5, 5A Helyközi buszok |
| 6  | Nagyállomás                     | 18 | 1, 2 10, 10A, 10Y, 14, 16, 18, 18Y, 21, 30, 30A, 30I, 30N, 37, 39, 39X, 42, 42A, 43, 44, 46, 46E, 46H, 47, 47Y, 48, 146, A1, Airport1 5, 5A Helyközi buszok S506 sebesvonat, gyorsvonat, IC, EC, expresszvonat |
| 8  | Debreceni Erőmű                 | 16 | 18, 18Y, 42, 44, 47, 47Y, Airport1 Helyközi buszok |
| 10 | Leinigen utca                   | 15 | 18Y, 42, 44, 47, 47Y, Airport1 |
| 12 | Bulgár utca                     | 13 | 44, 47Y, Airport1 Helyközi buszok |
| 13 | Hun utca                        | 12 | 44, 47Y, Airport1 |
| 14 | Somlyai utca                    | 11 | 44, 47Y, Airport1 Helyközi buszok |
| 15 | Repülőtér, bejáró út            | 9  | 44 |
| 16 | Ozmán utca                      | 8  | 44 Helyközi buszok |
| 23 | Krones Hungary Kft. végállomás  | 0  | |